# Fatou Kiné Camara
Pour les articles homonymes, voir Camara.
Fatou Kiné Camara, née en 1964 à Dakar, est une juriste et une féministe sénégalaise.

## Biographie
Elle est née le 29 décembre 1964 à Dakar. Son père, Ousmane Camara, né en 1931,  est magistrat avant que le pays n’acquiert son indépendance. Il appartient à la génération qui se trouve amenée à prendre en main les destinées du pays lorsque la colonisation française prend fin. Ce magistrat, également militant politique, devient alors ministre, sous Senghor,  puis est écarté de la scène politique intérieure et est nommé ambassadeur du Sénégal  à Londres lorsque Senghor quitte la présidence de la République du Sénégal, en décembre 1980. Sa fille, alors adolescente, est ainsi amenée à terminer ses études secondaires dans la capitale anglaise. Elle poursuit par des études de droit à l’université d’Assas à Paris,  puis par un doctorat en droit à l’université  Cheikh Anta Diop, à Dakar, obtenu en 1988.
Elle devient ensuite enseignante-chercheuse, tout en militant pour le droit des femmes et des enfants. Elle participe notamment à la mobilisation, au Sénégal, pour différentes réformes législatives, notamment l’harmonisation du Code de la famille avec la constitution et avec différentes conventions signées par ce pays, la lutte contre les violences faites aux femmes, la prise en charge des victimes, et l’obtention de règles de parité dans les assemblées électives.
La loi sur la parité est promulguée en mai 2010. Elle participe activement au débat, en adoptant un angle bien spécifique. Pour Fatou Kiné Camara, comme exposé dans ses publications publiées dans les années 2000, les femmes africaines ont connu, avant la colonisation, des sociétés matriarcales  et une longue tradition de participation au pouvoir, au sein de la famille et de la communauté, en religion comme en politique, qu’il est important de retrouver. Ces thèses ont été critiquées et par exemple, pour l’anthropologue Jean Copans, relèvent  de l'afrocentrisme.
Elle milite également pour le droit à l’avortement médicalisé,,,,. En 2010, elle reçoit un prix des droits de l'homme pour le Jubilé des 50 ans d'indépendance des États africains.
De 2013 à 2015, elle est présidente de l’Association des juristes sénégalaises (AJS),.

## Principales publications

### Ouvrages
- L’union   matrimoniale dans la tradition des peuples noirs, en collaboration avec Saliou Kaniji, Éditions L’Harmattan, 2000[11]  .
- Pouvoir et justice dans la tradition des peuples : philosophie et pratique, Éditions L’Harmattan, 2004.

### Articles
- « Le Code de la famille du Sénégal ou de l'utilisation de la religion comme alibi à la légalisation de l'inégalité de genre », p. 161-183, dans Genre, inégalités et religion. Actes du premier colloque inter-Réseaux du programme thématique Aspects de l’État de Droit et Démocratie, sous la responsabilité scientifique de Amsatou Sow Sidibé, Mamadou Badji, Ernest-Marie Mbonda, Ghislain Otis, sous la responsabilité éditoriale de Charles Becker, Paris, Éditions des Archives Contemporaines - Agence universitaire de la Francophonie, 2007.
- « La parité au Sénégal, une exigence de l'État de droit moderne conforme au droit constitutionnel précolonial », p.85-104, dans Rapports sociaux de sexe-genre et droit: repenser le droit, sous la direction de Louise Langevin, Paris, Archives contemporaines, 2008.